# Stazione di Zaporižžja
La stazione di Zaporižžja, o più precisamente Zaporižžja I (in ucraino Запоріжжя I?; in russo Запорожье I?), è il principale scalo ferroviario di Zaporižžja nell'oblast' omonima in Ucraina.

## Storia

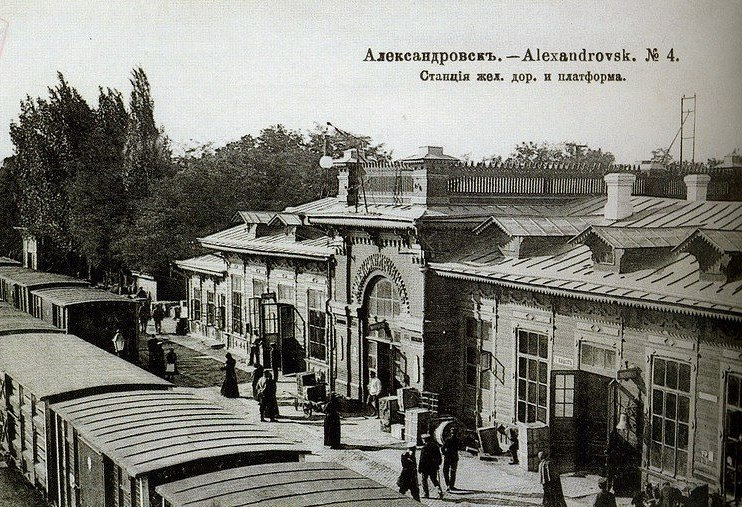
Stazione in un'immagine del 1920

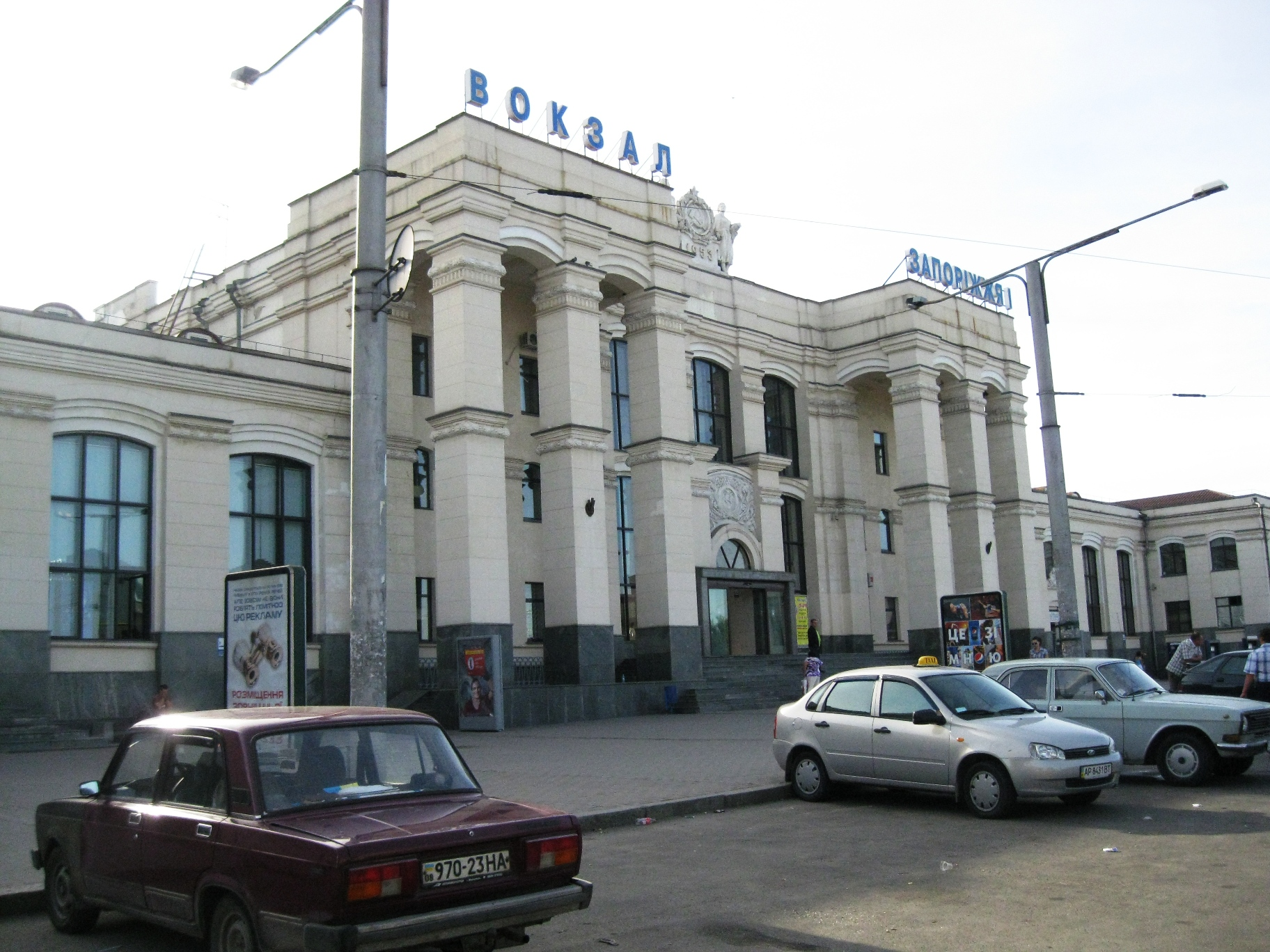
Facciata con fregio sul quale è ancora presente il simbolo della Falce e martello

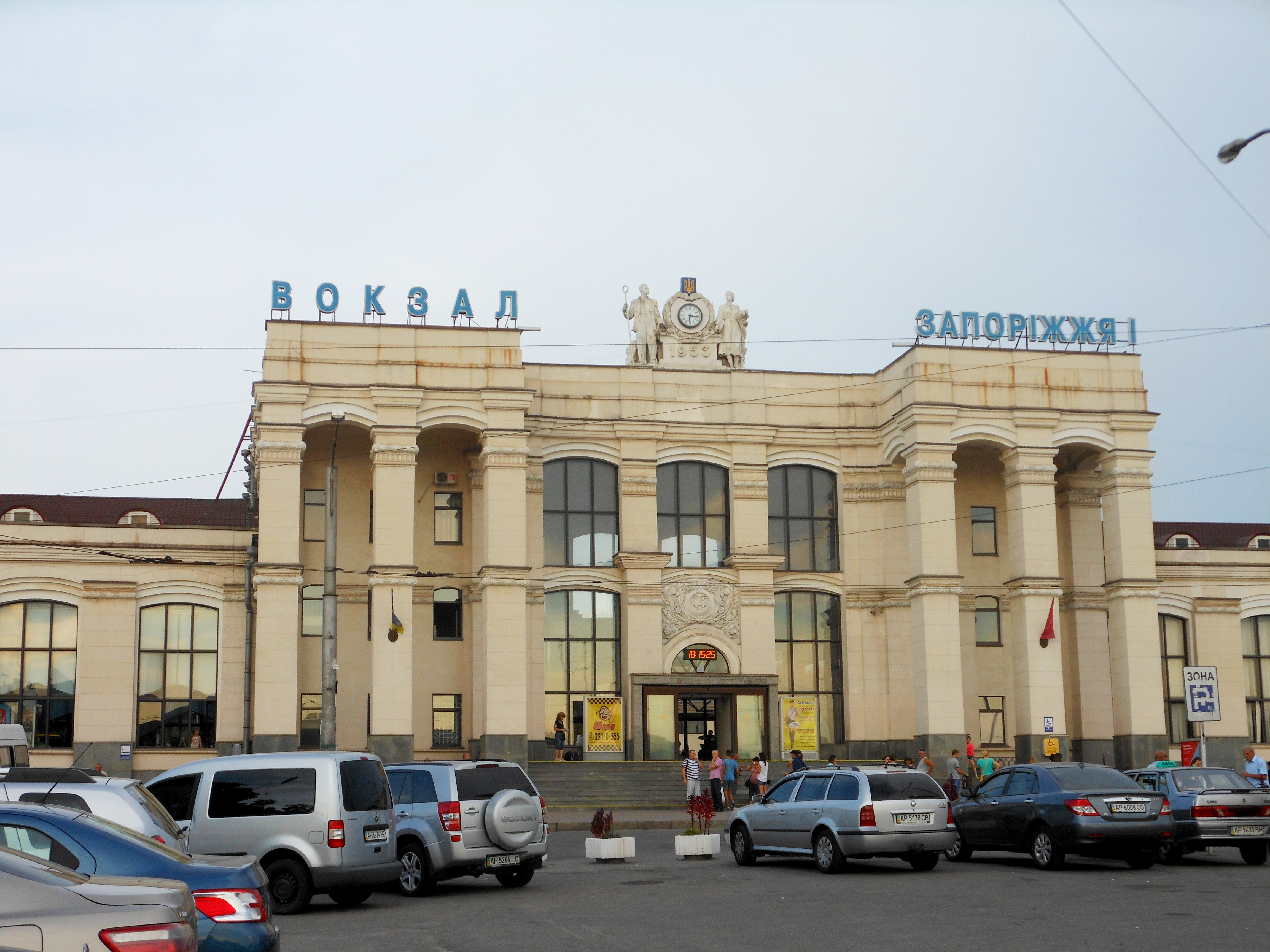
Facciata con fregio con orologio

La stazione venne costruita nel 1873 per servire l'importante linea ferroviaria che collegava il centro industriale di Zaporižžja al resto del Paese. Venne seriamente danneggiata durante la seconda guerra mondiale e fu necessaria la sua ricostruzione negli anni cinquanta anche per adeguarla alle nuove esigenze di trasporto. Malgrado sulla facciata compaia la data 1953 venne inaugurata dalle autorità solo nel 1954. Un importante momento si realizzò nel 1965 quando la linea venne elettrificata ed entrarono in servizio i nuovi e più moderni locomotori.
Con la dissoluzione dell'Unione Sovietica del 1991 anche alcuni simboli del comunismo, come la Falce e martello presente sul fregio in alto sulla facciata iniziarono ad essere visti con occhi diversi e nel caso della stazione, come in altri luoghi ed edifici dell'Ucraina, in seguito alla legge sulla condanna dei regimi totalitari comunisti e nazionalsocialisti e sul divieto di propaganda dei loro simboli al suo posto fu sistemato un orologio.

## Strutture e servizi
La stazione, che è gestita dalla società pubblica Ukrzaliznycja, opera 24 ore su 24 ed offre tutti i principali servizi per i passeggeri e per gli operatori interessati allo spostamento di merci.